# Garba
|  | Per a altres significats, vegeu «Garba (revista)». |

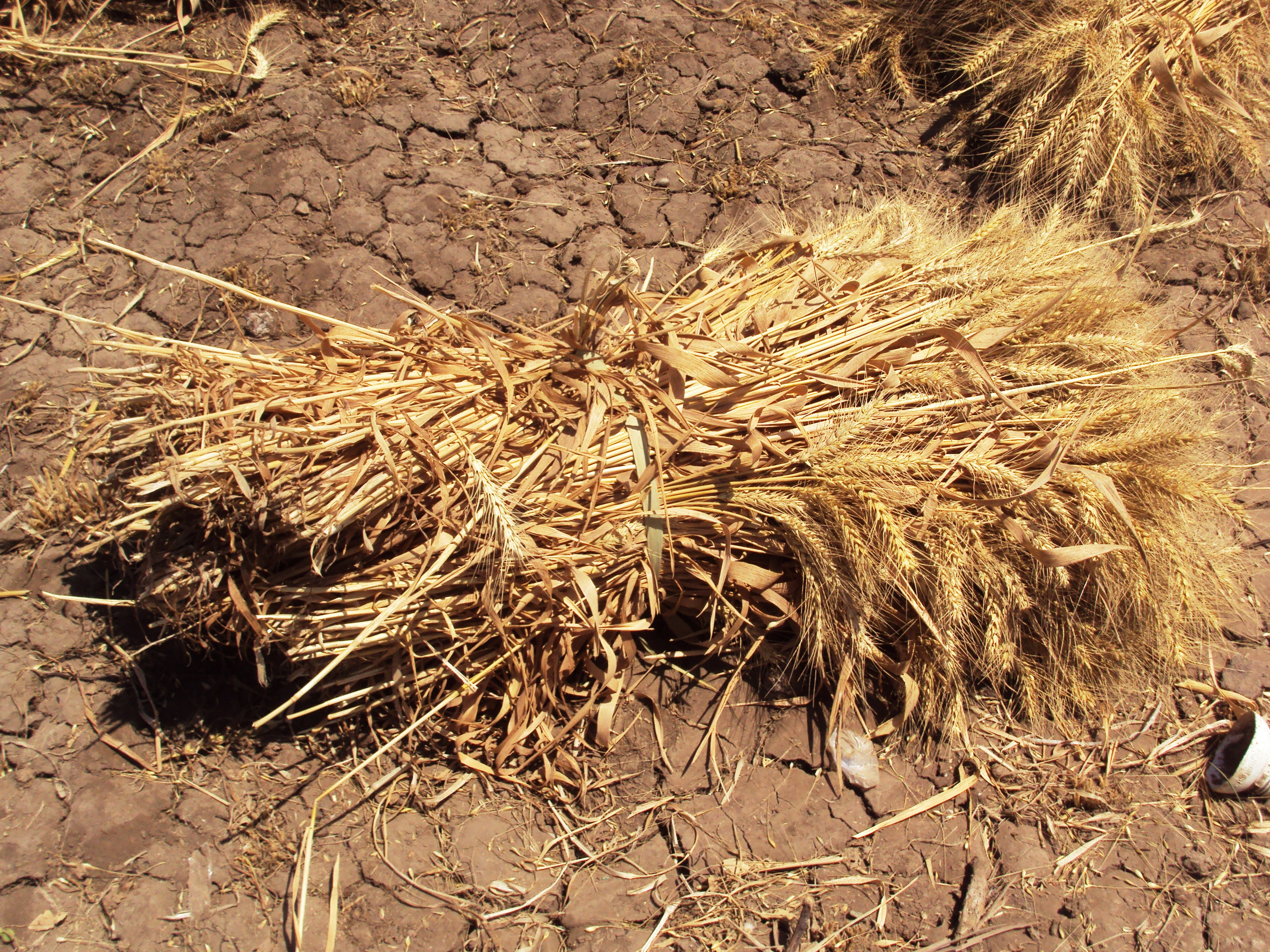
Garba de blat

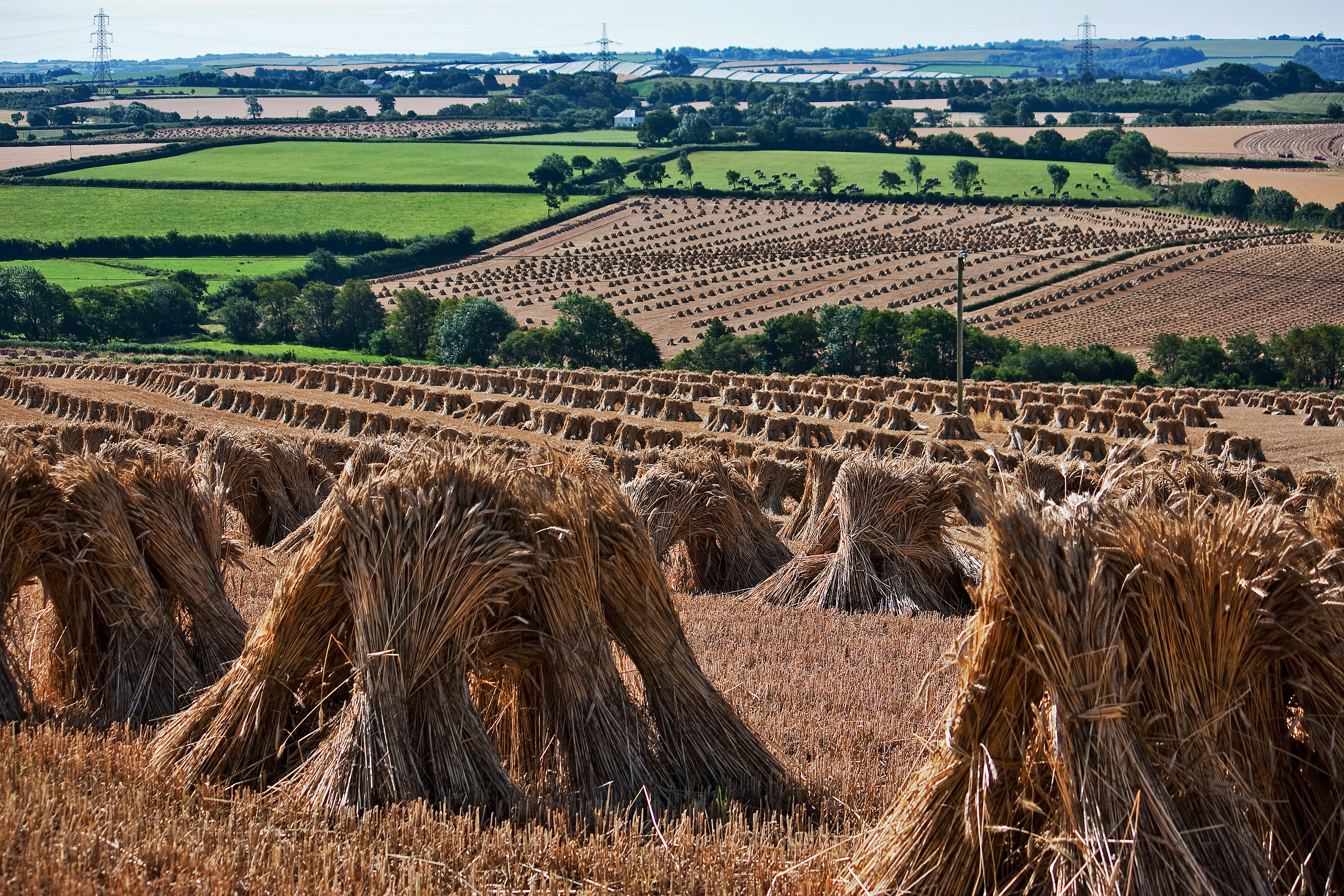
Garberes a Devon (Anglaterra)

Una garba és un feix d'espigues lligades, d'una mida que es puguin agafar amb les mans. Quan se sega a mà un camp de cereal, amb falç o dalla, es recullen els manats formats per cada passada de l'eina, s'ajunten en nombre variable i es lliguen amb l'ajut d'un garrot, fent servir cordill o amb un manat de les mateixes espigues anomenat vencill. Un cop lligades, les garbes es deixen al camp en piles anomenades garberes o cavallons.